# نسة غود ولي خان جوكار (مارغون)
نسة غود ولي خان جوکار (بالفارسية: نسه گودولی خان جوکار) هي قرية تقع في إيران في قسم مارغون الريفي. يقدر عدد سكانها بـ 25 نسمة بحسب إحصاء 2016.